# Jacobs Douwe Egberts
JDE Peet's — голландська компанія, яка володіє брендами напоїв, переважно кави, чаю та гарячого шоколаду. Вона була створена в 2015 році після злиття кавового підрозділу Mondelez International з Douwe Egberts під назвою Jacobs Douwe Egberts. 

## Історія
Компанію було засновано в голландському містечку Яуре Еґбертом Дауве в 1753 році під назвою De Witte OS як бакалійну компанію, але пізніше її змінили на компанію з виробництва кави, чаю та тютюну. У 1925 році компанія змінила назву на Douwe Egberts і представила новий логотип. У 1954 році компанія представила першу розчинну каву на голландському ринку. У 1967 році була знята перша телевізійна реклама цієї марки. З 2015 року входить до складу міжнародного концерну Mondelēz International.

## Міжнародні розширення
У 1948 році компанія почала продавати свою продукцію в Бельгії, а потім у Франції, Іспанії та Данії. У 1968 році вона заснувала нову холдингову компанію Douwe Egberts Koninklijke («Королівський Дауве Еґбертс»), а через рік придбала голландського виробника кави Kanis & Gunnink. 
Компанія розширилася Європою, придбавши інші компанії з виробництва чаю, кави та тютюну, такі як британський дистриб'ютор чаю Horniman's Tea.

## Об'єднання з Peet’s Coffee
Jacobs Douwe Egberts об’єднався з Peet's Coffee, іншою кавовою компанією, що належить JAB Holding, щоб утворити JDE Peet's, яка володіла б мережею Peet's, а також брендами Jacobs Coffee, Douwe Egberts, Moccona, Super Coffee, Owl Coffee, OldTown White Coffee , Kenco і Pickwick; також пивоварними системами, включаючи Senseo і Tassimo. Компанія була зареєстрована в Амстердамі в травні 2020 року.

## Бренди
Бренди, що належать компанії, включають:
- Bell Tea (Нова Зеландія)
- Bravo
- Caboclo (Бразилія)
- Café do Ponto (Бразилія)
- Café HAG
- Café Pelé (Бразилія)
- Café Prima
- Cafe Switch
- Campos Coffee
- Caffiato
- Cafitesse
- Chat Noir
- Damasco (Бразилія)
- Douwe Egberts 
  - DE Karaván
  - DE Omnia
  - DE Paloma
- Friele (Норвегія)
- Gevalia (Швеція)
- Grand Mère
- Harris (кава та фільтрувальний папір в Австралії)
- Horniman's Tea
- Hummingbird (Нова Зеландія)
- Jacobs
- Jacqmotte
- Jacques Vabre
- Kanis & Gunnink (кава)
- Kenco
- Les 2 Marmottes (Франція)
- L'OR
- Maison du Café (кава, у Франції)
- Marcilla (Іспанія)
- Mastro Lorenzo
- Maxwell House
- Moccona (розчинна кава)
- Moka (Бразилія)
- Natreen (штучні підсолоджувачі)
- OldTown White Coffee (Малайзія)
- Owl Coffee (Сінгапур)
- Piazza d'Oro (еспресо)
- Pickwick tea
- Pilão (Бразилія)
- Saimaza (Іспанія)
- Seleto (Бразилія)
- Senseo (подушечки для кавоварки, спільно з Philips)
- Splendid
- Super Coffee (Сінгапур)
- Tassimo
- Tea Forte